# أجاثي بونيتزير
أجاثي بونيتزير (بالفرنسية: Agathe Bonitzer)‏ هي ممثلة فرنسية، ولدت في 24 أبريل 1989 بباريس في فرنسا.

## أعمال

### أفلام
- (2010) زجاجة في بحر غزة

## وصلات خارجية
- أجاثي بونيتزير على موقع IMDb (الإنجليزية)
- أجاثي بونيتزير على موقع ألو سيني (الفرنسية)
- أجاثي بونيتزير على موقع أول موفي (الإنجليزية)
- أجاثي بونيتزير على موقع قاعدة بيانات الأفلام السويدية (السويدية)
- أجاثي بونيتزير على موقع قاعدة بيانات الفيلم (الإنجليزية)
- أجاثي بونيتزير على موقع كينوبويسك (الروسية)